# NGC 3030
NGC 3030 (również PGC 28302) – galaktyka eliptyczna (E-S0), znajdująca się w gwiazdozbiorze Hydry. Odkrył ją w roku 1886 Francis Leavenworth.